# Diclis
Diclis, biljni rod iz porodice strupnikovki. Sastoji od 9 vrsta jednogodišnjeg raslinja i polugrmova rasprostranjenog po Africi i Madagaskaru (jedna vrsta).

## Opis
Rod je opisan u Companion Bot. Mag., 1836.
Jednogodišnje su zeljaste biljke, puzeće ili polegle. Listovi nasuprotni ili gornji naizmjenični. Cvjetovi pojedinačni, aksilarni. Pricvjetnih listova 0. Čaška 5-usna. Vjenčić s 2 usne; cijev kratka, sprijeda produljena u ostrugu; stražnja usna 2 režnja, prednja usna 3 režnja. Prašnika 4, dvostrukih. Kapsula polusferična, lokulicidna.

## Vrste
1. Diclis bambuseti R.E.Fr.
2. Diclis ovata Benth.
3. Diclis petiolaris Benth.
4. Diclis reptans Benth.; tip.
5. Diclis rotundifolia (Hiern) Hilliard & B.L.Burtt
6. Diclis sessilifolia Diels
7. Diclis stellarioides Hiern
8. Diclis tenella Hemsl.
9. Diclis tenuissima Pilg.